# قتال نسائي (فلم)
قتال نسائي (بالإنجليزية: Catfight) فيلم كوميديا سوداء أمريكي من إخراج وتأليف أونور توكل عام 2016. الفيلم من بطولة ساندرا أوه، آن هيك، أليسيا سيلفرستون، ايمي هيل، ميرا لوكريشيا تايلور، و ارييل كافوسي  وتدور الأحداث حول فيرونيكا وآشلي، زميلات الدراسة، والمعركة الدائرة بينهم التي تتطور إلى اشتباك يدوي يؤدي إلى دمار لا حد له.
عرض الفيلم لأول مرة في العالم في مهرجان تورنتو السينمائي الدولي في 9 سبتمبر 2016، ثم قامت شركة أفلام دارك سكاي بطرحه في إصدار محدود ومن خلال فيديو حسب الطلب في 3 مارس 2017.
منح موقع قاعدة بيانات الأفلام على الإنترنت (IMDB) الفيلم درجة 5.9/ 10.

## طاقم التمثيل
ساندرا أوه: في دور فيرونيكا سولت
آن هيك: في دور أشلي ميلر
أليسيا سيلفرستون: في دور ليزا
ايمي هيل: في دور العمة تشارلي
ميرا لوكريشيا تايلور: في دور دونا
أرييل كافوسي: في دور سالي
داميان يونغ: في دور ستانلي سولت
تيتوس بيرجس: في دور جون
جاي أو ساندرز: في دور رجل غاضب
جوليان ياو جيويلو: في دور كيب سولت
بيتر جاكوبسون: في دور كارل
كاثرين كيرتن: في دور زوجة كارل
ستيفن جيفيدون: في دور توم فيرجسون
إيفانا ميليشيفيتش: في دور راشيل
جوردان كارلوس: في دور هوي
رولان جوتمان: في دور رجل المنشفة
ليزا هاس: في دور طبيبة أمراض النساء
إيفا دوريبال: في دور كلير (جامعة الفنون)
كريج بيركو: في دور مقدم البرنامج الحواري
ديلان بيكر: في دور دكتور جونز
آني ماكين إنغمان: في دور كريستي
ماريسا فيتالي: في دور ديبي 

## أحداث الفيلم
تدور الأحداث في خطين متوازيين: الفنانة التشكيلية أشلي ميلر (آن هيك) وربة المنزل فيرونيكا سولت (ساندرا أوه). بينما تكافح آشلي لبيع لوحاتها الفنية التي لا يستوعبها أحد، تعيش فيرونيكا، مدمنة الكحول، مع زوجها ستانلي سولت (داميان يونغ) الذي يعاملها بازدراء، كما تسخر فيرونيكا من موهبة ابنها كيب (جوليان ياو جيويلو) في الرسم. كلتا المرأتين تشاهدان تقارير إخبارية عن التوتر بين الولايات المتحدة والشرق الأوسط.
يقيم ستانلي حفلة لشريكه في العمل، وتقوم ليزا (أليسيا سيلفرستون) بإعداد طعام ومشروبات الحفل، وحيث أنها عشيقة الفنانة آشلي فتقوم بالضغط عليها للمساعدة في خدمة ضيوف الحفل وخصوصاً وهي تعرف وضع آشلي المادي المتردي. تتقدم فيرونيكا لتناول مشروب وتجد أن من يصب لها النبيذ هي زميلتها أثناء الدراسة الجامعية. تبدأ محادثة قصيرة بين السيدتين تتطور إلى إهانات لفظية. يلاحظ ستانلي تمادي فيرونيكا في الشراب ويسارع بتحذيرها ويطلب منها المغادرة إلى المنزل. تستجيب فيرونيكا ولا تنتظر المصعد وتقرر استخدام الدرج ولكنها تصطدم بآشلي على الدرج وتبدأ بينهما مشادة كلامية تتطور إلى اللكمات. تقوم آشلي بلكم فيرونيكا في وجهها وتغادر الدرج وتترك ضحيتها على الأرض، وتحاول فيرونيكا الوقوف ولكنها تسقط على الدرج وتصبح في غيبوبة.
تستيقظ فيرونيكا بعد عامين، ولا تتذكر القتال وتكتشف أن زوجها أطلق النار على نفسه، وتوفي ابنها في الحرب في الشرق الأوسط ، وأن كل أموالها أنفقت على علاجها. تنتقل للعيش مع مدبرة منزلها السابقة دونا (ميرا لوكريشيا تايلور) وتعمل بوظيفة خادمة غرف أحد الفنادق. تصبح آشلي فنانة مشهورة، وتؤدي الحرب إلى انتشار لوحاتها المظلمة، وتقرر هي وليزا تكوين أسرة عن طريق حصول آشلي على متبرع بالحيوانات المنوية.
تعثر فيرونيكا على مجلة وعلى غلافها صورة آشلي، وتنزعج من نجاحها. تنتقل فيرونيكا إلى فندق رخيص وتجد، في متعلقاتها القديمة، مقطع فيديو تركه لها ولدها كيب وهو يعلمها أنه ترك المدرسة للانضمام إلى الجيش ليجعلها فخورة، وتنهار بالبكاء. تذهبت فيرونيكا إلى افتتاح معرض آشلي وترى لوحة تصور وجهها الملطخ بالدماء، وتتذكر قتالهم. تبدأ فيرونيكا في تدمير اللوحات، وبينما تحاول آشلي إيقافها تتمكن فيرونيكا من الفرار وهي تحمل لوحة وجهها الملطخ. تلحق آشلي بفيرونيكا ويبدأ قتال جديد حيث تتغلب فيرونيكا على آشلي، وتضربها على رأسها بقطعة حديدية. تبتعد فيرونيكا متعثرةً، بينما تسقط كتلة حجرية على رأس آشلي، لتصبح في غيبوبة.
تفيق آشلي بعد عامين وتكتشف أنها فقدت طفلها أثناء الغيبوبة، وتركتها ليزا، وأصبحت مفلسة بعد بيع لوحاتها لدفع فواتير المستشفى، كما أن إنتصار الولايات المتحدة في حربها على الإرهاب أدى إلى تراجع قبول الناس لأسلوبها في الفن الأسود. تحاول آشلي العمل مع مساعدتها السابقة وتحاول أن تبدأ الرسم مرة أخرى، لتجد أنها لا تستطيع جسديًا بسبب إصاباتها.
تعثر آشلي على تذكرة حافلة إلى ولاية بنسلفانيا، وتدرك أنها تخص فيرونيكا، التي كانت ترعى عمتها تشارلي (ايمي هيل). تسارع آشلي إلى بيت عمة فيرونيكا، حيث تعد فيرونيكا وجبة إفطار لأشلي. تقوم فيرونيكا بتشغيل كاميرا الفيديو لعرض تسجيلات ابنها كيب، وتعترف بأن مشاهدتها تجعلها تشعر أن ابنها لا يزال معها، وهذا قد ساعدها في التغلب على غضبها تجاه آشلي التي تقوم بسكب قهوتها على الكاميرا عن طريق الخطأ لتفسد التسجيلات تماماً. يبدأ قتال جديد ويخرجون إلى الغابة. ينتهي بهم الأمر بالجلوس على الأرض وهم يلكمون بعضهم البعض مرارًا وتكرارًا بينما ينهار كلاهما وهو يبكي. تراقبهم العمة تشارلي وهم يقاتلون من النافذة. يتم إعادة تشغيل كاميرا الفيديو فجأة، لتكشف أن التسجيلات لم تفسد بعد كل شيء.

## إنتاج وإصدار الفيلم
تولت شركة MPI ميديا جروب و جريج نيومان وشركة جيجي جرلفت إنتاج الفيلم، وتم التصوير الرئيسي في مواقع بمدينة نيويورك، نيويورك، الولايات المتحدة، واختتم التصوير في أواخر ديسمبر 2015.
عرض الفيلم لأول مرة في مهرجان تورونتو السينمائي الدولي في 9 سبتمبر 2016. وبعد فترة وجيزة، حصلت شركة أفلام دارك سكاي على حقوق توزيع الفيلم، وأصدرته في 3 مارس 2017، بإصدار محدود ومن خلال الفيديو حسب الطلب.

## استقبال الفيلم
منح موقع "الطماطم الفاسدة" الفيلم تقييماً مقداره 74% بناءاً على آراي 61 ناقداً سينمائياً، وكتب إجماع نقاد الموقع: "ذكي، شرير بشكل مناسب، وجيد التمثيل، يهبط الفيلم باللكمات السردية بنفس السرعة والصعوبة مثل العنف الجسدي الذي يتم عرضه على الشاشة."
منح موقع "ميتاكريتيك" الفيلم تقييماً مقداره 66% بناءاً على آراي 17 ناقداً سينمائياً.
كتبت تارا برادي في صحيفة أيريش تايمز في 17 مارس 2017: "بحلول الوقت الذي يعيد فيه الفيلم تدوير خط التثقيب الخاص به للمرة الثالثة، تكون الطاقة قد خرجت من اللكمة. لكننا لن نقول لا لفيلم ذي نكتة واحدة طالما أنها مزحة جيدة."
كتب الناقد ويندي إيدي بصحيفة الأوبزرفر البريطانية في 12 مارس 2017: "مزعج بقدر ما هو مسلي بقوة."، ومنح الفيلم 3 نجوم من أصل 5.
كتب الناقد ماثيو سانت كلير على موقع فيلم انكوايري في 14 أكتوبر 2020: "الفيلم عبارة عن هجاء يحتوي على ذكاء لاذع يبدأ من لحظة بداية الفيلم."
منح موقع الناقد روجر إيبرت الفيلم 3 نجوم من أصل 4، وكتب في 3 مارس 2017: "الفيلم ليس قصة فتاتين يكرهان بعضهما البعض ثم يدركان مقدار القواسم المشتركة بينهما. يأخذ المخرج توكل تلك الكليشيهات المتعبة وينفخها إلى قطع صغيرة. دعنا نسمعها من أجل الكراهية غير المتجسدة التي يتم التعبير عنها بدون قيود."

## وصلات خارجية
- مقالات تستعمل روابط فنية بلا صلة مع ويكي بيانات